# مدخل لغوي كلي
المدخل اللغوي الكلي يصف فلسفة القراءة والكتابة التي تؤكد على أنه ينبغي أن يركز الأطفال على تعليم المعنى والإستراتيجية. ويتعارض هذا المدخل في الغالب مع طرق تدريس القراءة والكتابة القائمة على الصوتيات والتي تؤكد على تعليم تفسير الحروف والتهجي. بيد أن تلك الطرق خاطئة من منظور ممارسي المدخل اللغوي الكلي وتؤسس ديكوتومية خاطئة. حيث يُدرس ممارسو المدخل اللغوي الكلي كيفية تطوير المعرفة باللغة بما في ذلك العلاقة بين الحروف والأصوات والمعرفة بالنحو والمعرفة بالمعاني الدلالية والنواحي البراجماتية. ففي منظور المدخل الكلي، يتم التعامل مع اللغة باعتبارها نظام متكامل لصناعة المعنى، حيث تعمل أجزاء هذا النظام بطرق ارتباطية. ولقد أثار هذا المدخل انتقادات من يدافعون عن التربية «التقليدية» أو تعليم القراءة لأن المدخل اللغوي الكلي لتعليم الغات يعتمد على عدد محدود من الأبحاث العلمية.

## نظرة عامة
إن المدخل اللغوي الكلي هو فلسفة تعليمية معقدة بحيث يمكن وصفها، لا سيما أن هناك العديد من المجالات البحثية التي اختبرت هذا المنهج، منها على سبيل المثال لا الحصر، التعليم واللغويات وعلم النفس وعلم الاجتماع وعلم الإنسان (انظر أيضًا نهج المعايشة اللغوية). تبرز العديد من الاتجاهات في معظم المواصفات المذكورة عن المدخل اللغوي الكلي:
- التركيز على إيجاد المعنى في القراءة والتعبير عن المعنى كتابةً؛
- أنصار النظرية البنائية ينهجون سبيل الإبداع المعرفي والتركيز على تفسيرات الطلاب للنصوص والتعبير الحر عن الأفكار كتابةً (غالبًا من خلال الكتابات في المذكرات اليومية);
- التركيز على الأدب عالي الجودة والثري ثقافيًا;
- دمج معرفة القراءة والكتابة في مناطق أخرى من المنهج التعليمي، لا سيما الرياضية والعلوم والدراسات الاجتماعية؛
- المداومة على القراءة
  - مع الطلاب في مجموعات «القراءة الموجهة» الصغيرة
  - على الطلاب من خلال «القراءة بصوت مرتفع»
  - بأن يقرأ كل طالب على حدة؛
- القراءة والكتابة من أجل أهداف حقيقية؛
- التركيز على النواحي التحفيزية في القراءة والكتابة مع التركيز على حب الكتب وإشراك مواد للقراءة؛
- التعليم الكلي المرتكز على المعنى إلى الجزء إلى الكل حيث يتم تدريس الصوتيات في إطار سياقي من خلال الصوتيات «الضمنية» (تختلف عن الصوتيات التركيبية أو التحليلية);
- التركيز على استخدام وفهم دور استنباط المعنى من الصوتيات والنحو والهجاء واستخدام الحروف الكبيرة والصغيرة وعلامات الترقيم في مختلف السياقات الاجتماعية.

## العوامل الأساسية

### مهارات القراءة المعرفية
قراءة المفردات الثانوية
تنطوي قراءة المفردات الثانوية على تدريس القراءة من خلال ربط حروف أو مجموعات من الحروف بأصوات أو باستخدام تعليم الصوتيات ومنهجية التدريس. ويعارض البعض أحيانًا بأن تلك الطريقة تتنافس مع أساليب المدخل اللغوي الكلي.
قراءة المفردات
تنطوي قراءة المفردات على اكتساب الكلمات أو العبارات دون الاهتمام بالحروف أو مجموعات الحروف التي تتألف منها أو باستخدام منهجية تعليم وتدريس المدخل اللغوي الكلي. وقد يعارض البعض أحيانًا أنها تتنافس مع أساليب الصوتيات وأن المدخل اللغوي الكلي يعيق عملية تعليم كيفية التهجي.

### نظرية التعليم
يكمن أصل فكرة "المدخل اللغوي الكلي" في إطار عدد من نظريات التعليم المرتبطة بـ نظريات المعرفة المسماة "الكلانية". وتعتمد الكلانية على فكرة أنه لا يمكن فهم التعليم مهما كان نوعه من خلال تحليل وحدات قليلة من نظام التعليم. فقد كانت الكلانية في أغلبها استجابة لـ السلوكية، التي تؤكد على أنه يمكن فهم العالم من خلال التجريب باستخدام المحفز والاستجابة. ويعتبر أنصار الكلانية أن هذا منظور اختزالي لا يعترف بأن "الكل أكبر من مجموع أجزائه." ويقول أنصار الكلانية أن تحليل السلوكيات الفردية لا يمكن أن يكون هو السبيل لمعرفة كيف يفكر العقل البشري بأكمله. ويعني هذا بكلمات بسيطة أن هذ هو الأساس النظري لمصطلح "المنهج الكلي لتعليم اللغات.

### تشومسكي وغودمان
لقد نشأ المدخل اللغوي الكلي في الصوتيات من أفكار نعوم تشومسكي حول اكتساب اللغات. وفي عام 1967, ذكر كين غودمان أن لديه فكرة حول القراءة، وكان يرى أن تلك الفكرة مشابهة لأفكار تشومسكي وكتب مقالة يستشهد بها كثيرًا تحت اسم القراءة «كلعبة تخمين نفسية - لغوية». ولقد وبخ المعلمين لمحاولتهم تطبيق ما يرى أنه نظام غير ضروري في قواعد الكتابة على عملية تعتمد على الاختبار الكلاني للكلمات.
كان غودمان يعتقد أن هناك أربعة «أنظمة مترابطة» للقراءة، فهناك أربعة أشياء يمتلكها القراء لتخمين ما هي الكلمة التالية:
1. العلاقة بين الحروف والأصوات: أشكال الحروف والأصوات التي ترتبط لها (انظر صوتيات).
2. علم المعاني: ما الكلمة التي يمكن أن يخمن المرء وجودها اعتمادًا على معنى الجملة حتى هذا الموضع (انظر علم المعاني).
3. النحو: ما قسم الكلام أو الكلمة التي تفيد معنى اعتمادًا على قواعد اللغة (انظر علم النحو).
4. التداوليات: ما هي وظيفة النص

إن كلمة "graph" التي هي جزء من كلمة "graphophonemic" (العلاقة بين الحروف والأصوات) هي شكل أو رمز الإدخال الشكلي، أي النص. وفقًا لغودمان، تتعاون تلك النظم فيما بينها لمساعدة القراءة في تخمين الكلمة الصحيحة. ولقد أكد على أن نطق الكلمات الفردية ينطوي على استخدام جميع هذه النظم الثلاثة (إشارات الحروف، وإشارات المعنى من السياق والبنية النحوية للجملة).
إشارات العلاقة بين الحروف والأصوات ترتبط بالأصوات التي نسمعها (يضم النظام الصوتي حروفًا فردية وتركيبات من الحروف) وحروف الهجاء وتوافقات النطق وعلامات الترقيم والكتابة. فالطلاب الذين هم قراء واعدون يستخدمون هذه الإشارات استخدامًا كبيرًا. على الرغم من ذلك، هناك علاقة غير دقيقة تمامًا بين الرموز المكتوبة ورموز الأصوات. ففي بعض الأحيان لا تنطبق العلاقات وأنماطها، كما هو الحال في مثال كلمتي great وhead. ويعتمد الكتاب والقراءة البارعون على خبراتهم السابقة مع النصوص وأنظمة الإشارة الأخرى، بالإضافة إلى اعتمادهم على النظم الصوتي، بينما يتطور أسلوبهم في الكتابة والقراءة. ولقد كتب كين غودمان أن "أنظمة الإشارات تستخدم بالتزامن وبالتضامن. وما يمثل معلومات شكلية مفيدة يعتمد على ما هو متوفر من المعلومات النحوية ومعلومات المعنى. وفي ظل قيود السياق الكثيرة، قد يكون أول حرف ساكن هو كل ما تحتاج إليه في تعريف عنصر أو جعل توقع التسلسل التالي ممكنًا أو تأكيد التوقعات السابقة.واستمر قائلاً، "لا تتطلب القراءة مستويات عالية من المهارات حيث إن الإستراتيجيات هي التي تمكن المرء من اختيار أفضل الإشارات." فهو يؤمن أن القراءة تنطوي على العلاقات البينية بين جميع أنظمة اللغة. فالقراء يختارون ويقررون أي الإشارات من أي نظام ستوفر لهم أفيد المعلومات في توقع المعنى الذي سيحصلون عليه.
نظام الإشارات الدلالي وفيه يُبنى المعنى. «تركز القراءة بشكل كبير على الإدراك المنطقي أن المدخلات المرئية، والتصورات التي نشكلها، والأنماط النحوية التي نخصصها، كلها موجهة من خلال بناء المعنى». يُعد السياق المكون الأساسي للنظام الدلالي. يجب على القارئ أن يكون قادرًا على ربط المعنى بالكلمات وأن يمتلك معرفة مسبقة لاستخدامها سياقًا لفهم الكلمة. يجب عليه أن يكون قادرًا على ربط الكلمة الجديدة التي درسها بالمعرفة السابقة من خلال التعاون الشخصي مع النص وبنية النص.
يُطور النظام دلالي منذ البداية من خلال التفاعل مع البالغين. أولًا، يتضمن هذا النظام عادةً التمييز (مثال: هذا كلب). يصبح التمييز بعد ذلك أكثر تفصيلًا (مثال: إنه كلب لابرادور، فروه أسود). يتعلم الطفل أن هناك مجموعة من سمات «الكلاب»، وأنه ضمن فئة «الكلاب»، هناك مجموعات فرعية «للكلاب» (مثل: كلب ذو شعر طويل أو كلب ذو شعر قصير). يُنجز تطوير هذا النظام وتطوير المفاهيم المتعلقة به بشكل كبير عندما يبدأ الأطفال باكتشاف اللغة باستقلالية. عندما يتحدث الأطفال عن ماذا فعلوا ويمثلون تجاربهم، يربطون بصورة شخصية بين تجاربهم واللغة. يُعد هذا أساسيًا للنجاح في ممارسات المعرفة مثل استيعاب القراءة والكتابة. يتوفر المعنى الذي يضعه الأشخاص في القراءة من خلال كل نظام إشارة، لكنه مؤثر بشكل خاص عندما ننتقل من إحساسنا بالأنماط النحوية إلى البنى الدلالية.
لدعم القارئ في تطوير النظام الدلالي، اسأل: «هل هذا منطقي»؟
يتضمن النظام النحوي، وفقًا لغودمان وواتسون، العلاقة المتبادلة للكلمات والجمل داخل النص المرتبط بها. في اللغة الإنجليزية، تتضمن العلاقات النحوية نظام الكلمة، وصيغة الفعل، والرقم، وجنس الكلمة. يهتم النظام النحوي أيضًا بأجزاء الكلمة التي تغير معناها، ويُطلق عليها وحدات صرفية. على سبيل المثال، تغير إضافة اللاحقة «less» أو إضافة الحرف «s» إلى نهاية الكلمة من معناها أو صيغتها. يعرف الناس المتحدثون باللغة الإنجليزية أين يضعون الفاعل، وأي ضمير يستخدمون، وأين تقع الصفات. يُحدد معنى الكلمة المفردة من خلال موقعها في الجملة والدور الدلالي أو النحوي الذي تلعبه. على سبيل المثال؛ كان المحافظ حاضرًا عندما استلم هديةً جميلة من أعضاء المجلس الحاضرين.
يوضع النظام النحوي عادةً عندما يبدأ الأطفال المدرسة. عند انغماسهم في اللغة، يبدأ الأطفال بتمييز أن العبارات والجمل تُنظم عادةً بطرق معينة. تُعد هذه الفكرة للتنظيم تطويرًا لبناء الجملة. مثل كل أنظمة الإشارات، يوفر بناء الجملة إمكانية التنبؤ الصحيح عندما محاولة صنع منطق أو معنى من اللغة المكتوبة. أشار غودمان إلى أن الإشارات الموجودة في سيل اللغة هي:
- أنماط الكلمات (أو ترتيب الوظائف).
- التصريف والاتفاق الصرفي.
- الكلمات الوظيفية مثل علامات الأسماء (the, a, that).
- ارتفاع طبقات الصوت (والذي يُمثَّل بصورة قليلة في الكتابة من خلال علامات الترقيم).

لدعم القارئ في تطوير النظام النحوي، اسأل: «هل يمكننا قول ذلك بهذه الطريقة؟ هل هذا صحيح نحويًا»؟

## وصلات خارجية
- Neural Representations of Visual Words and Objects: A Functional MRI Study on the Modularity of Reading and Object Processing[وصلة مكسورة]
- Whole Language in an Elementary School Library Media Center. ERIC Digest. نسخة محفوظة 18 مايو 2005 على موقع واي باك مشين.
- Children of the Code: The History and Science of Reading